# Johannes Nordhoff
Johannes Nordhoff (* 28. März 1870 in Harsum; † 5. Juni 1950) war ein deutscher Versicherungs-Manager.
Nordhoff trat 1891 als Banklehrling in eine Hildesheimer Privatbank ein, 1900 erhielt er dort Prokura.
Nordhoff leitete von 1920 bis 1940 und dann erneut ab 1946 als Generaldirektor bzw. Vorstandsvorsitzender die Berlinische Feuer-Versicherungs-Anstalt. Er war außerdem Mitglied des Aufsichtsrats der Union und Rhein Versicherungs-AG (Berlin), der Württembergische Feuerversicherung AG (Stuttgart), der Allgemeine Renten-Anstalt, Lebens- und Rentenversicherungs-AG (Stuttgart) sowie Vorsitzender im Arbeitgeberverband der Versicherungsunternehmen in Deutschland.
Nordhoff heiratete Ottilie, eine Tochter des Düsseldorfer Historienmalers Heinrich Lauenstein. Zu den gemeinsamen Kindern des Ehepaars gehörten der spätere VW-Vorstandsvorsitzende Heinrich Nordhoff und der spätere Vorstand der Berlinischen Feuer-Versicherungs-Anstalt Hans Nordhoff (1901–1950).
Er war Ehrenmitglied der katholischen Studentenverbindung KStV Burgundia Berlin im KV.